# Valles Pasiegos
La Comarca dels Valles Pasiegos és una comarca històrica de Cantàbria. Per aquesta comarca transcorren els rius Pas i Miera. Limita al nord amb la Comarca de Santander, a l'est amb la de l'Asón-Agüera, a l'oest amb la del Besaya, i al sud amb Espinosa de los Monteros a la província de Burgos.
La comarca, també coneguda com a Pas-Miera o Pas-Pisueña-Miera, engloba els cursos alts dels rius Pas i Miera, i està formada per les valls de Toranzo, Carriedo, Cayón i Pas. Amb un caràcter eminentment rural, la seva població bascula cap a Torrelavega, Santander o Laredo a la recerca de serveis. Destaca del lloc la vall pasiego per les seves històriques característiques intrínseques.
La població total de la comarca arriba a la xifra de 23.257 habitants, segons dades de l'INE de l'any 2006 (veure taula). Segons les dades del mateix any, els seus tres nuclis més poblats, de maig a menor, són: Santa María de Cayón (7.377), Puente Viesgo (2.522) i Corvera de Toranzo (2.199). I els tres nuclis menys poblats, de menor a major, són: San Roque de Riomiera (461), Saro (510) i San Pedro del Romeral (561).
Tot i que ja existeix una llei de comarcalització de Cantàbria, aquesta encara no ha estat desenvolupada i, per tant, la comarca no té entitat real.

## Municipis de la comarca
- Castañeda.
- Corvera de Toranzo.

- Luena.
- Puente Viesgo.
- San Pedro del Romeral.
- San Roque de Riomiera.
- Santa María de Cayón.
- Santiurde de Toranzo.
- Saro.
- Selaya.
- Vega de Pas.
- Villacarriedo.
- Villafufre.

## Geografia

### Vall del Pas
Per la vall del Pas frueix el riu del mateix nom i el seu afluent més important, el riu Pisueña que s'uneixen a Vargas, en el municipi de Puente Viesgo.

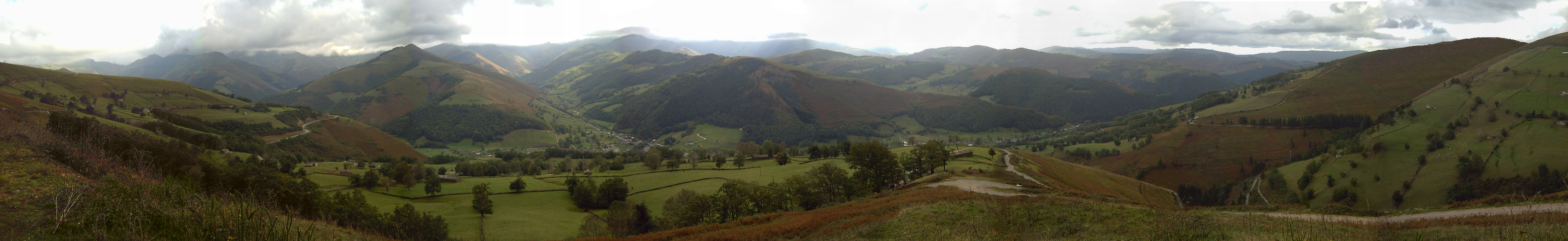
Vista de la Vega de Pas.

### Història
En tot aquesta vall va tenir gran importància la repoblació portada a terme per la fundació de monestirs, entre els quals es troben San Vicente de Fístoles i la Col·legiata de Santa Cruz de Castañeda com els més importants. A més dels monestirs es van anar aixecant temples romànics en els segles xi a el xiii, alguns dels quals s'han conservat: la citada col·legiata de Santa Cruz de Castañeda, el de Santa María de Cayón, el de San Miguel de Monte Carceña entre d'altres. Aquestes construccions demostren l'auge i la importància que va tenir aquesta comarca durant aquests segles.
A partir del segle xi es va anar formant en la part alta d'aquestes dues valls un hàbitat humà especial i únic, l'economia del qual estava basada en la ramaderia trashumant. Aquestes gents que s'anomenarien pasiegos procedian de la comarca d'Espinosa de los Monteros (Burgos) i es van assentar als vessants de les forestes del riu Miera i del riu Pas principalment. L'assentament era dispers, habitant cabanyes fetes de pedra (cases vividores) que ocupaven en els mesos de primavera i estiu, quan les pastures eren bons. Per a l'hivern recol·lectaven el suficient heno per al menjar de les vaques i baixaven al llogaret, al nucli de població estable que a poc a poc van ser formant les tres viles pasiegues: Vega de Pas, San Pedro del Romeral i San Roque de Riomiera, que no estan contigües unes d'unes altres.

### Arquitectura religiosa
En els segles xvi i xvii es van fundar grans convents com els de El Soto i el convent franciscà de La Canal a més d'esglésies barroques, construïdes pels artesans i artistes de la comarca. En aquests segles va haver a més molta emigració a les Índies. Els indianos al seu retorn aixecaven esglésies o bé contribuïen en la construcció de capelles, torres o en l'adquisició d'obres d'art. Els millors exemples estan en la capella de l'Obra Pia de Bárcena de Carriedo, que va fundar l'indiano Manuel Rodríguez i la reconstrucció de l'església de San Miguel de Llerana, més l'afegit de la sagristia i del retaule major. En la torre d'aquesta església s'ha habilitat un museu sobre el tema dels indianos de la Vall de Carriedo (que correspon a la Vall del Pas, en concret a la capçalera de la Vall del Pisueña).

### Vall del Miera
El vall del Miera és un vall natural pel qual discorre el riu Miera. Constituïx part de la comarca i és el més estret de les valls càntabres. El seu pendents són acusades i les altituds elevades (Castro Valnera a 1707 msnm) En la seva morfologia destaquen les seves roques de composició arenisca i calcària, i l'ampli desenvolupament de dipòsits originats per antigues morrenes de glaceres en la seva part alta. La morfologia kàrstica i glacera està àmpliament representada. No obstant això, les característiques d'una vall glacera han estat modificades en alguns punts pel caràcter torrencial del ric Miera en la seva capçalera. La vall es troba parcialment o totalment en els municipis de Soba, San Roque de Riomiera, Miera, Liérganes, Riotuerto i Ruesga (enclavament de Calseca).

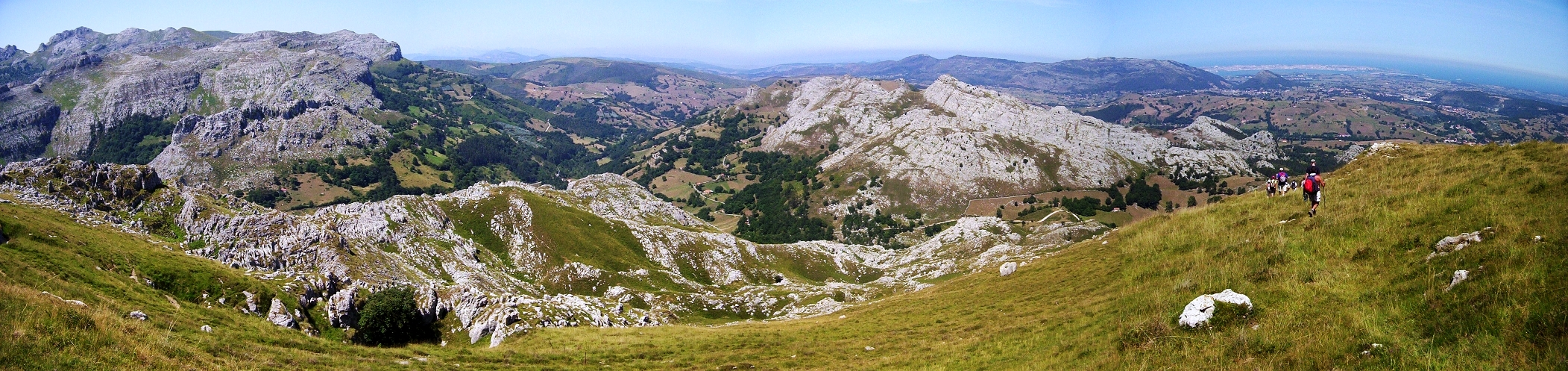
Imatge panoràmica de la zona baixa de la vall del Miera vista des del Somo de Brenas.

La conca alta del Miera està conformada per un relleu abrupte i poc apte per a l'hàbitat humà. A pesar d'això s'han descobert en el seu entorn coves amb assentament prehistòric a Piélagos, Rascaño i Salitre, una de les estacions amb art paleolític situada a més altura de Cantàbria (450 msnm). La vall mitjana del riu Miera, que coincideix substancialment amb el municipi de Miera, es troba encaixonat entre els abruptes lapiaces càrstics de Porracolina, a l'est, i Las Enguizas, per l'oest, ambdós pertanyents al Complex Urgonià. En ambdós blocs calcaris es desenvolupen importants fenòmens de carstificació en els quals han estat realitzades exploracions espeleològiques rellevants en els seus complexos i desenvolupats laberints de les coves de l'Alto del Tejuelo.
Entre ambdós, recorreguts per la falla de l'Escut de Cabuérniga, circula el riu Miera, sobre el qual aflora un diàpir entre els pobles de Linto i Miera que trenca la continuïtat geològica del curs de riu. El massís calcari de Las Enguizas s'assenta directament sobre els materials silícics del Període Wealdenc que exerceix com base hidrològica dels seus quatre sistemes hidrològics més importants i de les seves cavitats, parcialment estudiats en el cas del Cuevo de Noja-Fuente Fría i la xarxa Castrejón-Cubillo del Machorro. Estructuralment són sistemes més senzills que els de Porracolina, degut al fet que el pendent de la base impermeable wealdense ha generat alineacions perpendiculars a la línia directriu de la vall. Els estudis morfològics, geològics, espeleològiques i de les restes culturals vinculats al karst han generat abundant bibliografia i estan recollits en conjunt en un treball monogràfic publicat en l'any 1994. En el curs baix poden destacar-se, entre d'altres, les coves amb ocupació prehistòrica de La Fuente del Francés (Hoznayo), La Garma (Omoño) i Los Moros (San Vitores).
En el segle xvi la vida econòmica d'aquesta vall es va focalitzar riu avall, cap a Liérganes on es va establir una petita indústria ja en el xviii amb les Reials Fàbriques de Canons també situades en la localitat pròxima de La Cavada, per a abastir d'armes als vaixells que es construïen en els drassanes de Guarnizo i Colindres.
Aquesta zona va donar bastants emigrants a Andalusia i a les Índies. És bressol de indianos il·lustres com Juan de la Costa Mercadillo que va ser el constructor del palau de La Rañada en Liérganes, Ramón Pelayo de la Torriente (marquès de Valdecilla) que en el primer terç del segle xx va promoure en la regió i altres punts d'Espanya importants obres, vinculades principalment a l'educació i a la sanitat. A aquest últim mecenes se'l considera vinculat a la maçoneria, encara que no és habitual trobar aquesta cita en els treballs historiogràfics.

## Galeria d'imatges

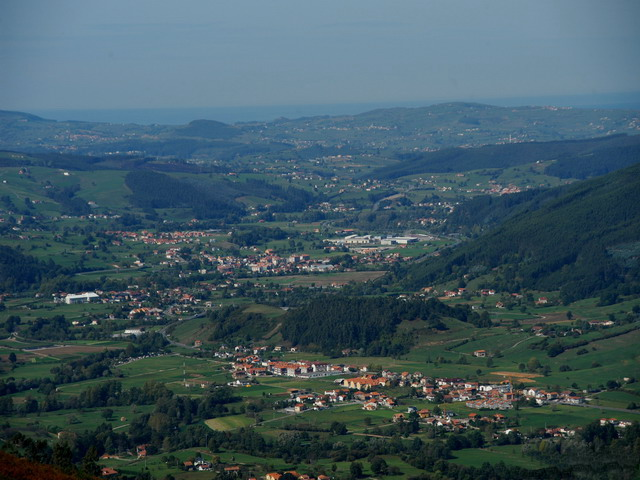
Vista de Pomaluengo (Castañeda).
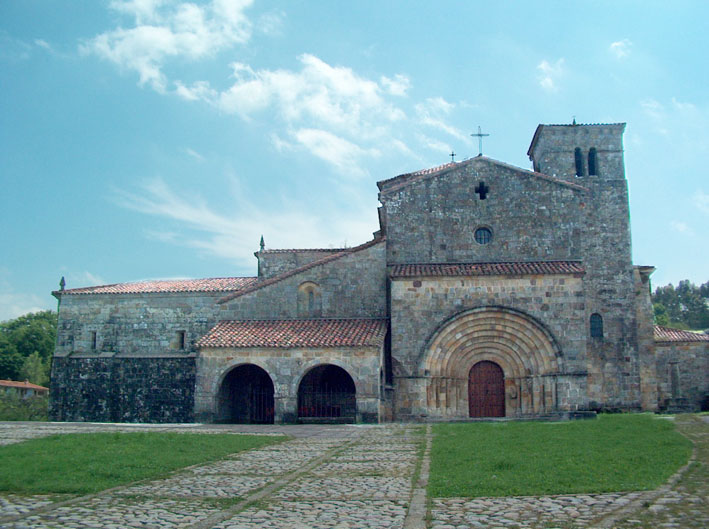
Col·legiata de Santa Cruz de Castañeda, façana occidental.
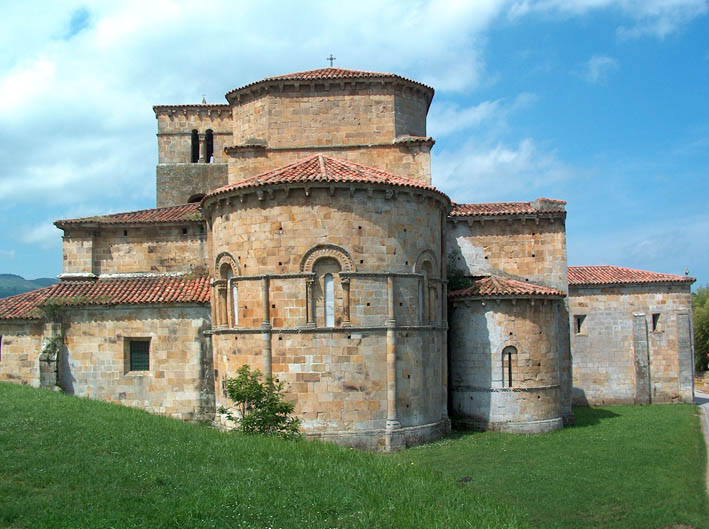
Col·legiata de Santa Cruz de Castañeda, façana oriental.
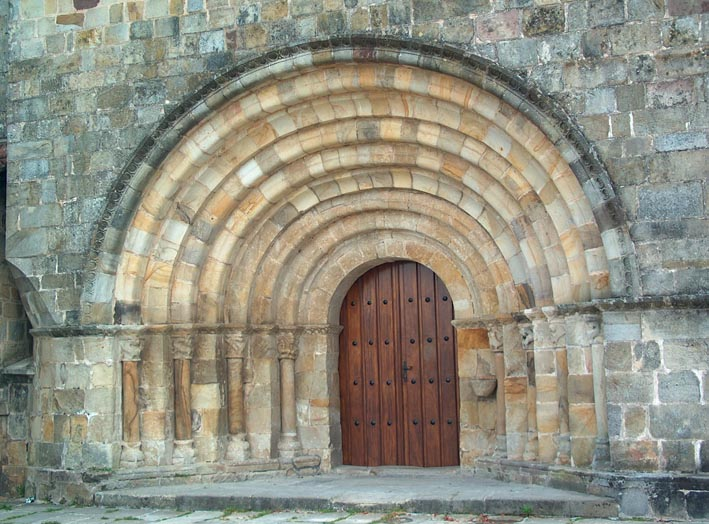
Col·legiata de Santa Cruz de Castañeda, la portada.
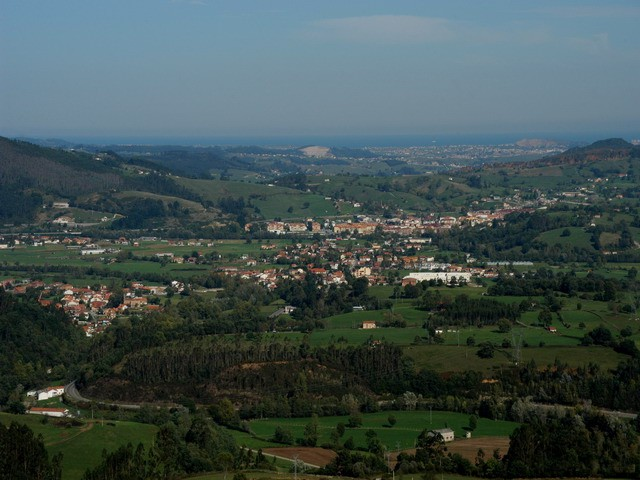
Vall de Santa María de Cayón.
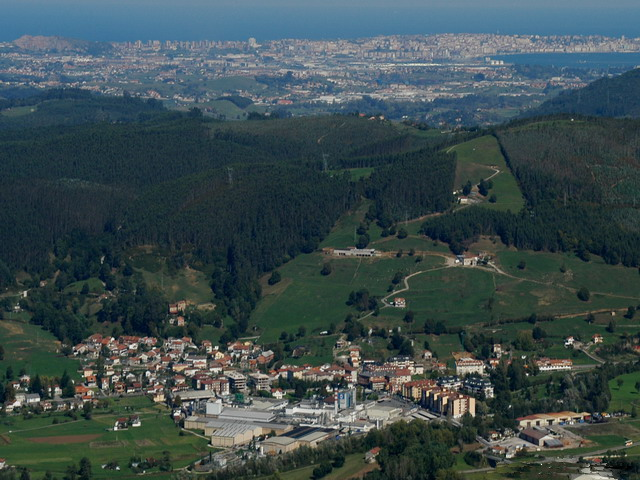
Vista de La Penilla amb Santander al fons.
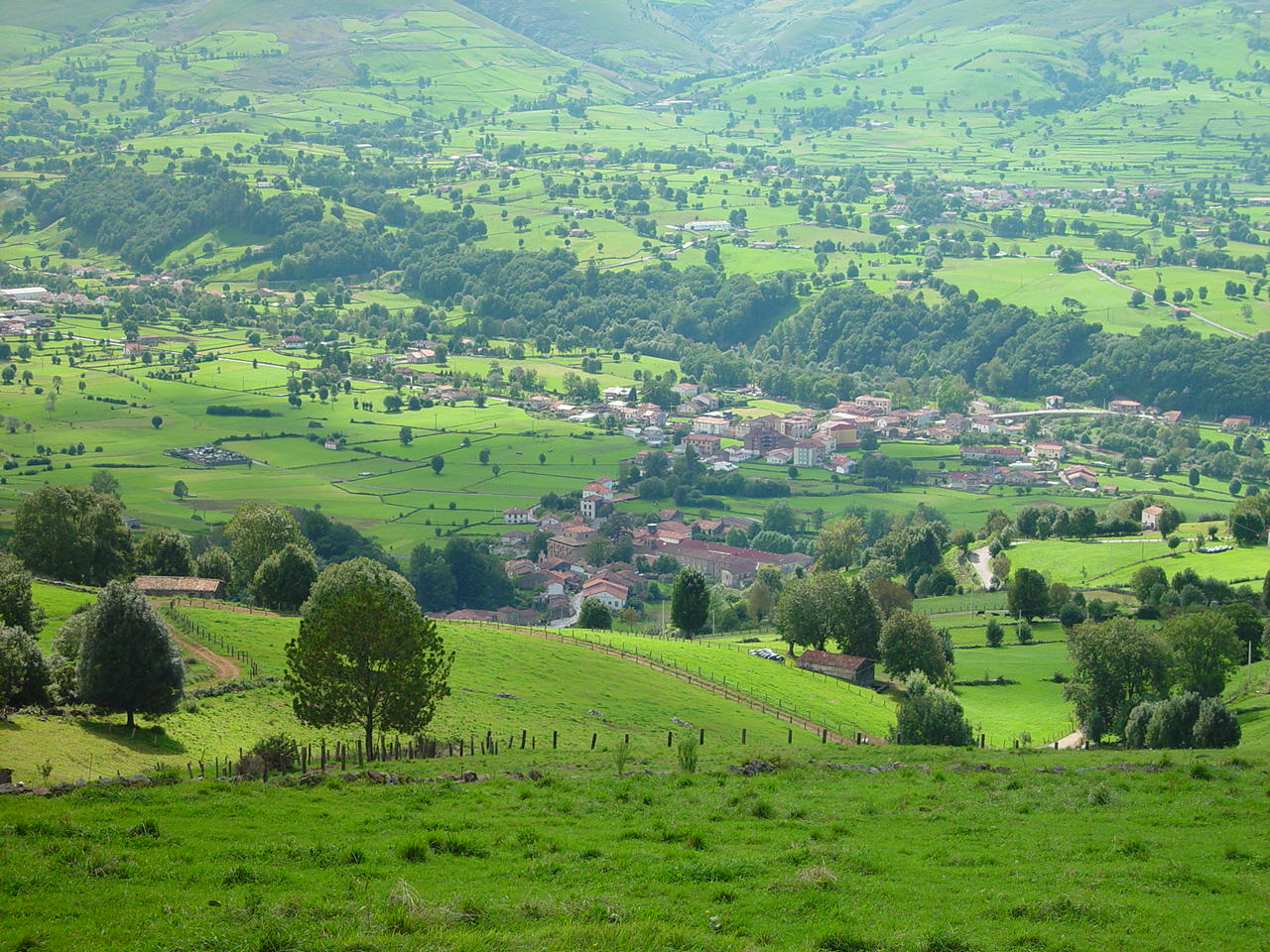
Vista de Villacarriedo.
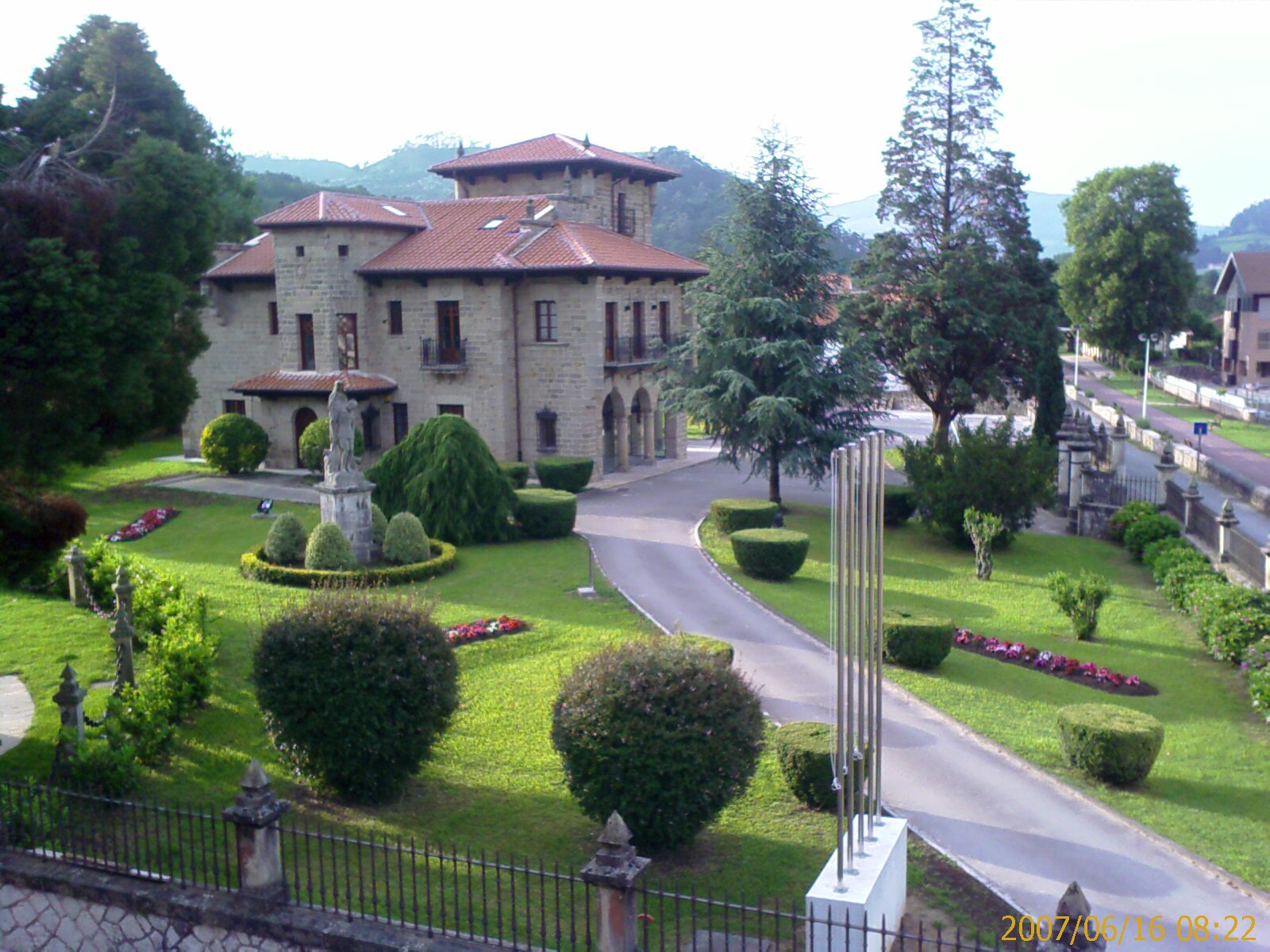
Casona de Fuentes Pila a Puente Viesgo.